# Oksana Okuneva
Pour les articles homonymes, voir Okouneva.
Oksana Okuneva (née le 14 mars 1990) est une athlète ukrainienne, spécialiste du saut en hauteur.

## Biographie
Son meilleur saut était de 1,94 m, franchi à Ostrava le 16 juillet 2011 lors des Championnats d'Europe espoirs d'athlétisme 2011 (médaille d'argent), après qu'elle eut franchi la même hauteur au POPB de Paris-Bercy en mars 2011 (finaliste des Championnats d'Europe en salle). Elle avait été finaliste lors des championnats du monde jeunesse à Ostrava en 2007. Elle termine sixième des Championnats d'Europe de Zurich en 2014 avec 1,94 m. Elle avait amélioré son record personnel à 1,98 m le 28 juin.
En 2015, elle partage sa saison entre blessures et ne réalise qu'un 1,92 m. Le 16 janvier 2016, elle s'empare de la meilleure performance mondiale de l'année en réalisant 1,93 m. Le 17 juin 2016, Okuneva remporte les Championnats d'Ukraine en égalant la meilleure performance mondiale de l'année de Desirée Rossit à 1,97 m avant qu'elle ne soit battue le lendemain par la Polonaise Kamila Lićwinko (1,99 m).
Elle termine 6e des Championnats d'Europe d'Amsterdam avec 1,89 m.
Le 18 février 2017, elle devient championne d'Ukraine en salle avec 1,94 m, égalant ainsi son record personnel en salle de 2011. Le 4 mars, elle échoue au pied du podium de la finale des Championnats d'Europe en salle de Belgrade avec 1,92 m.
Le 31 mai, elle remporte le Filothei Women Gala d'Athènes avec 1,95 m. Le 6 juillet, elle saute 1,97 m. Le 28 août 2017, elle décroche son premier titre international en remportant l'Universiade à Taipei avec 1,97 m, devançant sur le podium sa compatriote Iryna Gerashchenko et la Lituanienne Airinė Palšytė (1,91 m). Elle échoue trois fois à 2,00 m.

## Palmarès
| Date | Compétition                             | Lieu                               | Résultat | Marque  |
| ---- | --------------------------------------- | ---------------------------------- | -------- | ------- |
| 2007 | Championnats du monde cadets            | Ostrava                            | 6e       | 1,78 m  |
| 2007 | Festival olympique de la jeunesse euro. | Belgrade                           | 3e       | 1,77 m  |
| 2009 | Championnats d'Europe juniors           | Novi Sad                           | 6e       | 1,80 m  |
| 2011 | Championnats d'Europe en salle          | Paris                              | 7e       | 1,92 m  |
| 2011 | Universiade                             | Shenzhen                           | 8e       | 1,84 m  |
| 2011 | Championnats d'Europe espoirs           | Ostrava                            | 2e       | 1,94 m  |
| 2014 | Championnats d'Europe par équipes       | Brunswick                          | 2e       | 1,95 m  |
| 2014 | Championnats d'Europe                   | Zurich                             | 6e       | 1,94 m  |
| 2016 | Circuit mondial en salle de l'IAAF      | Circuit mondial en salle de l'IAAF | 2e       | détails |
| 2016 | Championnats d'Europe                   | Amsterdam                          | 6e       | 1,89 m  |
| 2017 | Championnats d'Europe en salle          | Belgrade                           | 4e       | 1,92 m  |
| 2017 | Championnats d'Europe par équipes       | Lille                              | 6e       | 1,90 m  |
| 2017 | Universiade                             | Taipei                             | 1re      | 1,97 m  |
| 2018 | Championnats d'Europe                   | Berlin                             | 10e      | 1,87 m  |
| 2018 | Ligue de diamant                        | Ligue de diamant                   | 5e       | 1,85 m  |

## Records
| Épreuve         | Épreuve   | Performance | Lieu        | Date                        |
| --------------- | --------- | ----------- | ----------- | --------------------------- |
| Saut en hauteur | Plein air | 1,98 m      | Berdytchiv  | 28 juin 2014                |
| Saut en hauteur | En salle  | 1,94 m      | Paris Soumy | 5 mars 2011 18 février 2017 |